# Ligier JS17
O  JS17/JS17B  é o modelo da Ligier das temporadas de 1981 e 1982 da F1. Condutores: Jean-Pierre Jarier, Jacques Laffite, Jean-Pierre Jabouille, Patrick Tambay e Eddie Cheever.

## Resultados[1][2]
(legenda) (em negrito indica pole position e itálico volta mais rápida)
| Ano  | Chassi | Motor          | Pneus | N° | Pilotos               | 1   | 2   | 3   | 4     | 5   | 6   | 7   | 8   | 9   | 10  | 11  | 12  | 13  | 14  | 15  | 16  | Pontos   | Posição |  |
| ---- | ------ | -------------- | ----- | -- | --------------------- | --- | --- | --- | ----- | --- | --- | --- | --- | --- | --- | --- | --- | --- | --- | --- | --- | -------- | ------- |  |
|      |        |                |       |    |                       |     |     |     |       |     |     |     |     |     |     |     |     |     |     |     |     |          |         |  |
|      |        |                |       |    |                       | USW | BRA | ARG | SMR   | BEL | MON | ESP | FRA | GBR | GER | AUT | NED | ITA | CAN | LVS |     |          |         |  |
| 1981 | JS17   | Matra MS81 V12 | M     | 25 | Jean-Pierre Jarier    | Ret | 7   |     |       |     |     |     |     |     |     |     |     |     |     |     |     | 44       | 4º      |  |
| 1981 | JS17   | Matra MS81 V12 | M     | 25 | Jean-Pierre Jabouille |     | Inj | NQ  | NC    | Ret | NQ  | Ret |     |     |     |     |     |     |     |     |     | 44       | 4º      |  |
| 1981 | JS17   | Matra MS81 V12 | M     | 25 | Patrick Tambay        |     |     |     |       |     |     |     | Ret | Ret | Ret | Ret | Ret | Ret | Ret | Ret |     | 44       | 4º      |  |
| 1981 | JS17   | Matra MS81 V12 | M     | 26 | Jacques Laffite       | Ret | 6   | Ret | Ret   | 2   | 3   | 2   | Ret | 3   | 3   | 1   | Ret | Ret | 1   | 6   |     | 44       | 4º      |  |
|      |        |                |       |    |                       |     |     |     |       |     |     |     |     |     |     |     |     |     |     |     |     |          |         |  |
|      |        |                |       |    |                       | RSA | BRA | USW | SMR   | BEL | MON | USE | CAN | NED | GBR | FRA | GER | AUT | SUI | ITA | LVS |          |         |  |
| 1982 | JS17   | Matra MS81 V12 | M     | 25 | Eddie Cheever         | Ret | Ret |     | [ 3 ] |     |     |     |     |     |     |     |     |     |     |     |     | 111 (20) | 8º      |  |
| 1982 | JS17   | Matra MS81 V12 | M     | 26 | Jacques Laffite       | Ret | Ret |     | [ 3 ] |     |     |     |     |     |     |     |     |     |     |     |     | 111 (20) | 8º      |  |
| 1982 | JS17B  | Matra MS81 V12 | M     | 25 | Eddie Cheever         |     |     | Ret | [ 3 ] | 3   |     | 2   | Ret |     | Ret |     |     |     |     |     |     | 111 (20) | 8º      |  |
| 1982 | JS17B  | Matra MS81 V12 | M     | 26 | Jacques Laffite       |     |     | Ret | [ 3 ] | 9   |     | 6   | Ret | Ret |     |     |     |     |     |     |     | 111 (20) | 8º      |  |

↑1  Cheever e Laffite conduziram o JS19 no GP de Mônaco e da França até Las Vegas. No GP da Holanda (apenas Cheever) e Grã-Bretanha (apenas Laffite) marcando 9 pontos (20 totais) e terminando em 8º lugar.